# Malezja Wschodnia

Mapa polityczna wyspy Borneo – kolorem pomarańczowym zaznaczone terytorium Malezji (Malezja Wschodnia)

Malezja Wschodnia (malajski Malaysia Timur) – wschodnia część Malezji, położona na wyspie Borneo, w jej północnej części, oraz na otaczających ją wysepkach. Należą do niej dwa spośród 13 malezyjskich stanów – Sabah i Sarawak, oraz terytorium federalne Labuan. Powierzchnia wynosi 198 447 km² (60% terytorium Malezji), liczba ludności w 2019 roku – 6,81 mln (około 20% całkowitej ludności kraju).
Od Malezji Zachodniej, położonej na Półwyspie Malajskim, oddalona jest o ponad 600 km; rozdziela je Morze Południowochińskie. Posiada granicę lądową z Indonezją i Brunei.